# Universidade do Extremo Sul Catarinense
Die Universidade do Extremo Sul Catarinense (UNESC) ist eine Universität mit Sitz in Criciúma im brasilianischen Bundesstaat Santa Catarina. Sie war die erste Hochschulgründung in Santa Catarina.